# Stazione di Montebello (Montebello Vicentino)
Stazione di Montebello vasútállomás Olaszországban, Veneto régióban, Montebello Vicentino településen.

## Vasútvonalak
Az állomást az alábbi vasútvonalak érintik:
- Milánó–Velence-vasútvonal

## Kapcsolódó állomások
A vasútállomáshoz az alábbi állomások vannak a legközelebb: 
- Stazione di Altavilla-Tavernelle
- Stazione di Lonigo